# Роум (Ајова)
Роум (енгл. Rome) град је у америчкој савезној држави Ајова. По попису становништва из 2010. у њему је живело 117 становника.

## Демографија
Према попису становништва из 2010. у граду је живело 117 становника, што је 4 (3,5%) становника више него 2000. године.
| Група             | 2000.       | 2010.       |
| Белци             | 112 (99,1%) | 110 (94,0%) |
| Афроамериканци    | 0 (0,0%)    | 0 (0,0%)    |
| Азијати           | 0 (0,0%)    | 0 (0,0%)    |
| Хиспаноамериканци | 0 (0,0%)    | 7 (6,0%)    |
| Укупно            | 113         | 117         |